# Ruth Wilson
Ruth Wilson (Ashford, Surrey, 13 de gener de 1982) és una actriu anglesa.

## Biografia
Ruth Wilson es va graduar en història a la Universitat de Nottingham el 2003 i posteriorment va estudiar a la London Academy of Music and Dramatic Art.
El 2006 va ser triada com a protagonista de l'adaptació per televisió de Jane Eyre, dirigida per Susanna White. El 2009 participà en la minisèrie de televisió The Prisoner, remake de la sèrie dels anys seixanta i més tard participà en dotze episodis de la sèrie policíaca britànica Luther. El 2012 va actuar en la pel·lícula Anna Karenina en el paper de la princesa Betsy. El 2013 va participar en el western The Lone Ranger protagonitzada per Johnny Depp. A partir de 2014 protagonitza amb Dominic West la sèrie dramàtica The Affair, emès pel canal Showtime. El seu paper d'Allison a aquesta producció la va permetre guanyar el Globus d'Or a la millor actriu en una sèrie dramàtica de televisió lliurat el 2015. El 2015 va rodar Suite francesa al costat de Michelle Williams i Kristin Scott Thomas, adaptació de l'obra d'Irène Némirovsky a la França ocupada pels nazis, on va interpretar a Madeleine, esposa d'un granger dura i de principis. La seva expressivitat natural l'ha ajudat en la seva passió pel teatre, on ha participat en diversos muntatges i ha estat reconeguda amb dos premis Laurence Olivier, el 2010 pel seu paper d'Stella a A Streetcar Named Desire, millor actriu de repartiment i el 2012 pel seu rol d'Anna Christie a l'obra del mateix nom, com a millor actriu dramàtica, ambdues representades al Donmar Warehouse de Londres i una nominació als Tony Awards 2015 per la seva interpretació a l'obra Constellations al Samuel J. Friedman Theatre de Brodway.

## Filmografia

### Cinema
| Any  | Pel·lícula                                    | Personatge        | Notes |
| ---- | --------------------------------------------- | ----------------- | ----- |
| 2007 | Get Off My Land                               | Dona              | Curt  |
| 2012 | Anna Karenina                                 | Princesa Betsy    |       |
| 2013 | The Lone Ranger                               | Rebecca Reid      |       |
| 2013 | Saving Mr. Banks                              | Margaret Goff     |       |
| 2014 | Locke                                         | Katrina           | Veu   |
| 2014 | Suite francesa                                | Madeleine Labarie |       |
| 2015 | Eleanor                                       | Eleanor           | Curt  |
| 2016 | I Am the Pretty Thing That Lives in the House | Lily              |       |

### Televisió
| Any       | Pel·lícula                  | Personatge       | Notes               |
| --------- | --------------------------- | ---------------- | ------------------- |
| 2006      | Jane Eyre                   | Jane Eyre        | 4 episodis          |
| 2006–2007 | Suburban Shootout           | Jewel Diamond    | 10 episodis         |
| 2007      | A Real Summer               | Mary / Geraldine | Telefilm            |
| 2007      | Agatha Christie's Marple    | Georgina Barrow  | Episodi: "Nemesis"  |
| 2007      | Capturing Mary              | Mary jove        | Telefilm            |
| 2008      | Freezing                    | Alison Fennel    | Episodi: "#1.2"     |
| 2008      | The Doctor Who Hears Voices | Ruth             | Telefilm-Documental |
| 2009      | Small Island                | Queenie          | Telefilm            |
| 2009      | The Prisoner                | 313              | 6 episodis          |
| 2010–2015 | Luther                      | Alice Morgan     | 12 episodis         |
| 2014–     | The Affair                  | Alison Bailey    | 22 episodis         |